# マリー・ミー
『マリー・ミー』（Marry Me）は、2022年のロマンティック・コメディ映画。監督はカット・コイロ、出演はジェニファー・ロペス、オーウェン・ウィルソン、マルーマなど。ボビー・クロスビーの同名のグラフィックノベル小説を原作とし、ポップスターと平凡な数学教師の恋の行方を描いている。

## ストーリー
パートナーのバスティアンが浮気をしていることを知った後、ポップスターのカタリーナ・"キャット"・ヴァルデスは彼女のライブコンサートで『Marry Me(結婚して)』と書かれた看板を持つ教師のチャーリー・ギルバートと結婚することを選ぶ。

## キャスト
※括弧内は日本語吹替。
- カタリーナ・"カット"・ヴァルデス: ジェニファー・ロペス（朴璐美） - 世界的大スター歌手。
- チャーリー・ギルバート: オーウェン・ウィルソン（森川智之） - 数学教師。バツイチのシングルファーザー。
- バスティアン: マルーマ（白熊寛嗣） - カットの婚約者のスター歌手。
- コリン・キャロウェイ: ジョン・ブラッドリー（落合福嗣） - カットのマネージャー。
- パーカー・デッブス: サラ・シルヴァーマン（安達忍） - チャーリーの同僚教師。レズビアン。
- ルー・ギルバート: クロエ・コールマン（永瀬アンナ） - チャーリーの1人娘。数学が得意。
- メリッサ: ミシェル・ブトー（英語版）（佐古真弓） - カットの付き人。
- ジョナサン・ピッツ: スティーヴン・ワレム（英語版） - チャーリーの同僚教師。カットの大ファン。
- アニカ: ジャミーラ・ジャミル
- ジミー・ファロン: 本人（堀内賢雄） - トーク番組の有名ホスト。
- コーチ・マニー: ウトカルシュ・アンブドゥカル（英語版） - 数学のライバル校の教師。

## 製作
2019年4月、ジェニファー・ロペスとオーウェン・ウィルソンがロマンチックコメディ映画『マリー・ミー』に主演することが発表された。カット・コイロは、ボビー・クロスビーの同名のグラフィックノベル小説に基づいて、ジョン・ロジャース、タミー・セイガー、ハーパー・ディルの脚本から監督を務め、STXエンターテインメントが配給予定だったが、2019年7月、ユニバーサル・ピクチャーズがSTXの代わりに本作を配給することが発表された。同月サラ・シルヴァーマン、マルーマ、ジョン・ブラッドリーがキャストに加わった。10月にミシェル・ブトー、ジャミーラ・ジャミル、クロエ・コールマンが出演した。

### 撮影
主な撮影は2019年10月にニューヨークとその周辺で始まり、11月22日に終了した 。

## 公開
本作はは2022年2月11日に全米公開される予定。本作は元々2021年2月12日に公開予定だったが、2021年5月14日にCOVID-19パンデミックのために延期され、リリーススケジュールが変わるまで2022年2月11日に移された 。

## 作品の評価
Rotten Tomatoesによれば、203件の評論のうち高評価は60%にあたる122件で、平均点は10点満点中5.6点、批評家の一致した見解は「『マリー・ミー』のバカバカしいストーリーは "何か古いもの"（something old）と "何か借りたもの"（something borrowed）に重きを置いているが、この映画の相性のいい主役たちのおかげで "誓います"（I do）と言いやすくなっている。」となっている。
Metacriticによれば、46件の評論のうち、高評価は18件、賛否混在は23件、低評価は5件で、平均点は100点満点中51点となっている。